# فیلیپ هموند
فیلیپ آنتونی هموند (انگلیسی: Philip Anthony Hammond؛ زادهٔ ۴ دسامبر ۱۹۵۵) سیاست‌مدار بریتانیایی و رئیس سابق خزانه علیاحضرت در دولت ترزا می بود. او که از سیاست‌مداران حزب محافظه کار بریتانیاست از ژوئیه ۲۰۱۴ تا ژوئیه ۲۰۱۶ پست وزارت خارجه بریتانیا را بر عهده داشت. هموند از اکتبر ۲۰۱۱ تا ژوئیه ۲۰۱۴ وزیر دفاع بریتانیا بود. هموند موضع سرسختی در قبال اتحادیه اروپا و عضویت بریتانیا در این اتحادیه دارد.

## وزارت امور خارجهٔ بریتانیا
در ۱۵ ژوئیه ۲۰۱۴ میلادی دیوید کامرون، نخست‌وزیر بریتانیا، فیلیپ هموند را که تا پیش از آن وزیر دفاع کابینه خویش بود به عنوان وزیر امور خارجه بریتانیا جایگزین ویلیام هیگ کرد. از این تاریخ، هموند رسماً در مذاکرات هسته‌ای ایران حضور یافت. مذاکراتی که در نهایت در ۱۴ ژوئیه ۲۰۱۵ به انعقاد برنامه جامع اقدام مشترک میان ایران و گروه پنج بعلاوه یک منجر شد.

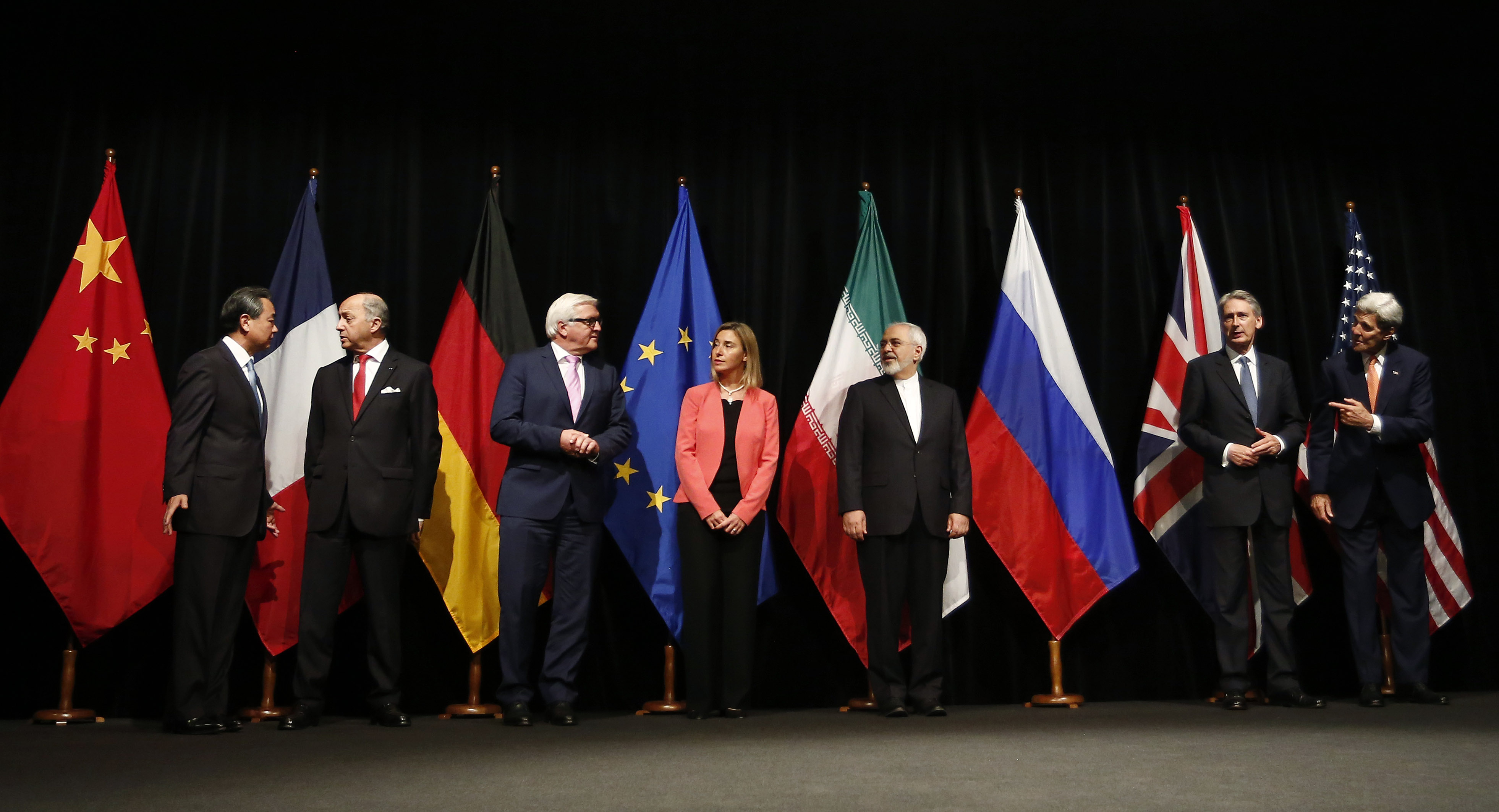
از راست به چپ جان کری، فیلیپ هموند، محمدجواد ظریف، فدریکا موگرینی، فرانک والتر اشتاین‌مایر، لوران فابیوس و وانگ یی پیش از قرائت برنامه جامع اقدام مشترک

### سفر به ایران و بازگشایی سفارت بریتانیا
پس از انعقاد برنامه جامع اقدام مشترک در ۱ شهریور ۱۳۹۴، فیلیپ هموند در رأس یک هیئت بلندپایه از مقامات بریتانیایی، با حضور در سفارت انگلیس در تهران رسماً سفارت کشورش را پس از چهار سال بازگشایی کرد. هموند همزمان پس از ورودش به تهران در صفحهٔ توییتر خود نوشت: «سفرم به ایران نخستین سفر در سطح وزیر به ایران از سال ۲۰۰۳ است.» وی افزود: «اکنون لحظه‌ای تاریخی برای روابط انگلیس و ایران است.» هموند اعلام کرد: همزمان سفارت ایران در لندن نیز بازگشایی خواهد شد.
سفر هموند در سال ۲۰۱۳ میلادی، سفر عالی‌ترین مقام اجرایی بریتانیا از سال ۲۰۰۳ به مقصد ایران محسوب می‌شد. وی در این سفر با حسن روحانی، رئیس‌جمهور ایران، جواد ظریف، وزیر امور خارجه، بیژن نامدار زنگنه، وزیر نفت ایران و علی شمخانی، دبیر شورای عالی امنیت ملی ایران دیدار کرد.

## زندگی شخصی
هموند، دانش‌آموخته دانشگاه آکسفورد است. ثروت شخصی او در اکتبر ۲۰۰۹ در حدود ۹ میلیون پوند استرلینگ تخمین زده شده‌است.